# Лудвиг фон дер Асебург-Хиненбург
Лудвиг фон дер Асебург-Хиненбург (на немски: Ludwig von der Asseburg zu Hinnenburg; * 6 юни 1583 в Хиненбург при Бракел; † 17 март 1669 в Хиненбург, днес в град Бракел) от род фон дер Асебург е господар в замък Хиненбург, днес в град Бракел в Северен Рейн-Вестфалия.
Той е вторият син на магдебургския съветник Лудвиг фон дер Асебург (* 16 юли 1546, Найндорф; † 21 август 1633, Шермке) и първата му съпруга Анна Гертруд фон Вестфален цу Лихтенау (* 20 септември 1556; † 30 декември 1623, Валхаузен), дъщеря на Фридрих фон Вестфален цу Фюрстенберг, господар в Дрингенберг (1499 – 1574) и Клара фон Мешеде (1525 – сл. 1603). Внук е на Йохан фон дер Асебург († 1567) и Клара фон Крам († 1579). Баща му се жени втори път 1625 г. за Сибила фон Шпитцнас († 1649).
Брат е на Йохан X фон дер Асебург, господар на Шермке (1578 – 1651), женен за Елизабет фон Велтхайм (1583 – 1638), и на Клара фон дер Асебург (1587 – 1635), омъжена 3 юни 1611 г. за Левин фон Вурмб (1562 – 1618), и на Гизела фон дер Асебург (1596 – 1676), омъжена 1617 г. във Валхаузен за Кристиан Юлиус фон Хойм (1586 – 1656).
През 13 век фамилията фон дер Асебург получава господството Хиненбург с околните села чрез женитба 1275 г. с една от дъщерите на Бертхолд фон Бракел от династията на „господарите фон Бракел“.
Лудвиг умира на 85 години на 17 март 1669 г. в Хиненбург. Неговият внук Херман Лудвиг фон дер Асебург (1662 – 1718) е издигнат на фрайхер.
Вероятно е прадядо на Вилхелм Антон фон дер Асебург (1707 – 1782), княжески епископ на Падерборн (1763 – 1782).

## Фамилия
Лудвиг фон дер Асебург-Хиненбург се жени на 5 февруари 1616 г. във Валхаузен за Мария Елизабет фон Ерфа († 1639, Хиненбург), дъщеря на Ханс Хартман фон Ерфа (1551 – 1610) и Марта фон Бок и Полач († сл. 1610). Те имат три деца: 
- Агата фон дер Асебург-Хиненбург, омъжена I. за Фридрих Мордиан фон Кане, син на Дитерих фон Кане и Хелена фон Вестфален; II. за Ханс фон Бер
- Буркхард фон дер Асебург-Бракел († 9 април 1677, Бракел), женен 1662 г. за Агнес Елизабет фон Шилдер цу Химигхаузен († май 1662, Зандебек), дъщеря на Херман Бернд Шилдер цу Химигхаузен, дрост на Шваленберг и Алденбург (1600 – 1680) и Магдалена Маргарета фон Доноп († 1681); родители на:
  - Херман Лудвиг фон дер Асебург (1662 – 1718), фрайхер
- Константин фон дер Асебург-Хиненбург (* 1623, Хиненбург; † 5 май 1696), женен ок. 1652 г. за Анна Левина фон дер Липе († сл. 1696), дъщеря на Рабан Волф фон дер Липе цу Финзебек и Анна Катарина фон Доноп; родители на:
  - Ернст Константин фон дер Асебург-Хиненбург (1666 – 1726)